# Copa do Mundo de ciclismo em pista de 2017-2018
A 26.ª edição da Copa do Mundo de ciclismo em pista para o ano 2017-2018 foi uma série de várias concorrências de Ciclismo de pista realizado entre 3 de novembro de 2017 e 21 de janeiro de 2018 baixo a organização da União Ciclista Internacional (UCI).

## Provas
A temporada da Copa do Mundo realizaram-se cinco concorrências em diferentes países na categoria CDM.
| Data                        | País         | Lugar             |
| --------------------------- | ------------ | ----------------- |
| 3 a 5 de novembro de 2017   | Polónia      | Pruszków          |
| 10 a 12 de novembro de 2017 | Reino Unido  | Manchester        |
| 1 a 3 de dezembro de 2017   | Canadá       | Milton            |
| 8 a 10 de dezembro de 2017  | Chile        | Santiago de Chile |
| 19 a 21 de janeiro de 2018  | Bielorrússia | Minsk             |

### Pruszków, Polónia
A primeira rodada celebrou-se na cidade de Pruszków na Polónia. A carreira levou-se a cabo durante três dias completos entre o 3 e 5 de novembro de 2017 no velódromo Arena BGZ. O lugar foi sede dos Campeonatos da Europa júnior e menores de 23 em 2008, os Campeonatos do mundo em 2009 e o Campeonato Europeu de Ciclismo em Pista em 2010.

### Manchester, Reino Unido
A segunda rodada celebrou-se em Manchester no Reino Unido. Esta rodada levou-se a cabo entre o 10 e 12 de novembro de 2017 no Velódromo de Manchester. A cidade de Manchester tem sido anfitriã dos Jogos da Commonwealth de 2002, os Campeonatos do Mundo de 1996, 2000 e 2008 e sete vezes tem sido anfitrião de uma rodada da copa mundial. Esta será a primeira vez desde 2013 que o lugar tem organizado este evento.

### Milton, Canadá
A terceira rodada celebrou-se em Milton no Canadá. A carreira levou-se a cabo durante três dias completos entre o 1 e 3 de dezembro de 2017 no Centro Nacional de Ciclismo Mattamy. O lugar foi construído para os Jogos Panamericanos e Parapanamericanos de 2015 que se celebraram em Toronto.

### Santiago de Chile, Chile
A penúltima rodada desta temporada da Copa do Mundo celebrou-se em Santiago de Chile. Esta rodada realizou-se entre o 8 e 10 de dezembro de 2017 no Velódromo Peñalolén. O lugar tem sido sede dos Jogos Sulamericanos de 2014 e dos Campeonatos Panamericanos de Ciclismo em Pista em 2015.

### Minsk, Bielorrússia
A rodada final da copa do mundo teve lugar no Velódromo de Hong Kong em Hong Kong. O lugar tem sido sede dos Campeonatos da Europa de Pista em 2009 e os Campeonatos do Mundo de Ciclismo em Pista no 2013.

## Resultados

### Masculinos
| Evento                                         | Ganhador                                                                  | Segundo                                                                              | Terceiro                                                             |
| Pruszków (3 a 5 de novembro de 2017)           | Pruszków (3 a 5 de novembro de 2017)                                      | Pruszków (3 a 5 de novembro de 2017)                                                 | Pruszków (3 a 5 de novembro de 2017)                                 |
| ---------------------------------------------- | ------------------------------------------------------------------------- | ------------------------------------------------------------------------------------ | -------------------------------------------------------------------- |
| Velocidade Detalhes                            | Matthew Glaetzer                                                          | Mateusz Rudyk                                                                        | Edward Dawkins                                                       |
| Velocidade por equipas Detalhes                | Países Baixos Jeffrey Hoogland Harrie Lavreysen Nils van 't Hoenderdaal   | França Benjamin Edelin Melvin Landerneau Quentin Lafargue                            | Reino Unido Jack Carlin Ryan Owens Joseph Truman                     |
| Perseguição por equipas Detalhes               | Itália Francesco Lamon Liam Bertazzo Simone Consonni Filippo Ganna        | Alemanha Felix Gross Theo Reinhardt Nils Schomber Domenic Weinstein                  | Rússia Lev Gonov Sergey Shilov Ivan Smirnov Dmitri Sokolov           |
| Keirin Detalhes                                | Matthijs Büchli                                                           | Joachim Eilers                                                                       | Sebastien Vigier                                                     |
| Carreira por pontos Detalhes                   | Nikita Panassenko                                                         | Christos Volikakis                                                                   | Liam Bertazzo                                                        |
| Scratch Detalhes                               | Robbe Ghys                                                                | Edgar Stepanyan                                                                      | Roy Pieters                                                          |
| Madison Detalhes                               | Austrália Cameron Meyer Callum Scotson                                    | Bélgica Kenny De Ketele Moreno De Pauw                                               | França Florian Maitre Benjamin Thomas                                |
| Omnium Detalhes                                | Niklas Larsen                                                             | Szymon Sajnok                                                                        | Claudio Imhof                                                        |
| Manchester (10 a 12 de novembro de 2017)       |                                                                           |                                                                                      |                                                                      |
| Velocidade Detalhes                            | Harrie Lavreysen                                                          | Mateusz Rudyk                                                                        | Matthew Glaetzer                                                     |
| Velocidade por equipas Detalhes                | Alemanha Joachim Eilers Robert Förstemann Maximilian Levy                 | BEAT Cycling Clube Theo Bos Roy van den Berg Matthijs Büchli                         | Países Baixos Sam Ligtlee Nils van 't Hoenderdaal Jeffrey Hoogland   |
| Perseguição por equipas Detalhes               | Reino Unido Steven Burke Ed Clancy Oliver Wood Kian Emadi                 | Dinamarca Casper Pedersen Casper von Folsach Julius Johansen Kristian Kaimer Eriksen | França Benjamin Thomas Florian Maitre Louis Pijourlet Thomas Denis   |
| Keirin Detalhes                                | Matthijs Büchli                                                           | Andriy Vynokurov                                                                     | Juan Peralta Gascon                                                  |
| Scratch Detalhes                               | Nikita Panassenko                                                         | Jon Mould                                                                            | Wim Stroetinga                                                       |
| Quilómetro Contrarrelógio                      | Matthew Glaetzer                                                          | Eric Engler                                                                          | Callum Skinner                                                       |
| Madison Detalhes                               | Dinamarca Niklas Larsen Casper von Folsach                                | França Benjamin Thomas Morgan Kneisky                                                | Polónia Daniel Staniszewski Wojciech Pszczolarski                    |
| Omnium Detalhes                                | Benjamin Thomas                                                           | Niklas Larsen                                                                        | Albert Torres                                                        |
| Milton (1 a 3 de dezembro de 2017)             |                                                                           |                                                                                      |                                                                      |
| Velocidade Detalhes                            | Jeffrey Hoogland                                                          | Ethan Mitchell                                                                       | Jack Carlin                                                          |
| Velocidade por equipas Detalhes                | Nova Zelândia Edward Dawkins Ethan Mitchell Sam Webster                   | Reino Unido Jack Carlin Philip Hindes Callum Skinner                                 | República Checa Martin Cechman Pavel Kelemen David Sojka             |
| Perseguição por equipas Detalhes               | Nova Zelândia Campbell Stewart Thomas Sexton Jared Gray Nicholas Kergozou | Canadá Derek Gee Adam Jamieson Jay Lamoureux Michael Foley                           | Suíça Gino Mäder Robin Froidevaux Lukas Rüegg Gaël Suter             |
| Keirin Detalhes                                | Harrie Lavreysen                                                          | Lewis Oliva                                                                          | Joachim Eilers                                                       |
| Omnium Detalhes                                | Niklas Larsen                                                             | Oliver Wood                                                                          | Gaël Suter                                                           |
| Carreira por pontos Detalhes                   | Niklas Larsen                                                             | Mark Stewart                                                                         | Kenny De Ketele                                                      |
| Madison Detalhes                               | Bélgica Kenny De Ketele Lindsay De Vylder                                 | Nova Zelândia Thomas Sexton Campbell Stewart                                         | Reino Unido Mark Stewart Oliver Wood                                 |
| Santiago de Chile (8 a 10 de dezembro de 2017) |                                                                           |                                                                                      |                                                                      |
| Velocidade Detalhes                            | Vasilijus Lendel                                                          | Denis Dmitriev                                                                       | Andriy Vynokurov                                                     |
| Velocidade por equipas Detalhes                | Rússia Denis Dmitriev Shane Perkins Pavel Yakushevskiy                    | França Rayan Helal Melvin Landerneau François Pervis                                 | Coreia do Sul Im Chae-bin Park Jeong São Je-yong                     |
| Perseguição por equipa Detalhes                | Nova Zelândia Campbell Stewart Jared Gray Nicholas Kergozou Harry Waine   | Japão Shunsuke Imamura Ryo Chikatani Shogo Ichimaru Keitaro Sawada                   | Estados Unidos Gavin Hoover Ashton Lambie Adrian Hegyvary Eric Young |
| Keirin Detalhes                                | Yuta Wakimoto                                                             | Andriy Vynokurov                                                                     | Pavel Kelemen                                                        |
| Omnium Detalhes                                | Daniel Holloway                                                           | Eiya Hashimoto                                                                       | Roman Gladysh                                                        |
| Madison Detalhes                               | Nova Zelândia Thomas Sexton Campbell Stewart                              | Itália Francesco Lamon Michele Scartezzini                                           | Áustria Andreas Graf Andreas Müller                                  |
| Minsk (19 a 21 de janeiro de 2018)             |                                                                           |                                                                                      |                                                                      |
| Velocidade Detalhes                            | Matthijs Büchli                                                           | Vasilijus Lendel                                                                     | Theo Bos                                                             |
| Velocidade por equipas Detalhes                | Países Baixos Roy van den Berg Matthijs Büchli Theo Bos                   | Polónia Rafał Sarnecki Krzysztof Maksel Kamil Kuczyński                              | França Benjamin Edelin Michaël D'Almeida Rayan Helal                 |
| Perseguição por equipa Detalhes                | Team KGF Daniel Bigham Charlie Tanfield Harry Tanfield Jonathan Wale      | Lokosphinx Kirill Sveshnikov Alexander Evtushenko Sergey Shilov Dmitri Sokolov       | Lev Gonov Dmitry Mukhomediarov Ivan Smirnov Gleb Syritsa             |
| Keirin Detalhes                                | Matthijs Büchli                                                           | Stefan Ritter                                                                        | Lewis Oliva                                                          |
| Carreira por pontos Detalhes                   | Jan-Willem van Schip                                                      | Cheung King Lok                                                                      | Ivo Oliveira                                                         |
| Scratch Detalhes                               | Yauheni Karaliok                                                          | Ivo Oliveira                                                                         | Vitaliy Hryniv                                                       |
| Omnium Detalhes                                | Jan-Willem van Schip                                                      | Szymon Sajnok                                                                        | Mamyr Stash                                                          |
| Madison Detalhes                               | Hong Kong Leung Chun Wing Cheung King Lok                                 | Países Baixos Roy Pieters Wim Stroetinga                                             | Portugal Rui Oliveira Ivo Oliveira                                   |

### Femininos
| Evento                                         | Ganhadora                                                                   | Segunda                                                                     | Terça                                                              |
| Pruszków (3 a 5 de novembro de 2017)           | Pruszków (3 a 5 de novembro de 2017)                                        | Pruszków (3 a 5 de novembro de 2017)                                        | Pruszków (3 a 5 de novembro de 2017)                               |
| ---------------------------------------------- | --------------------------------------------------------------------------- | --------------------------------------------------------------------------- | ------------------------------------------------------------------ |
| Velocidade Detalhes                            | Kristina Vogel                                                              | Stephanie Morton                                                            | Mathilde Gros                                                      |
| Velocidade por equipas Detalhes                | Alemanha Pauline Grabosch Kristina Vogel Helena Casas                       | Países Baixos Kyra Lamberink Hetty van de Wouw                              | Rússia Daria Shmeleva Anastasia Voynova                            |
| Perseguição Individual Detalhes                | Justyna Kaczkowska                                                          | Annemiek van Vleuten                                                        | Elisa Balsamo                                                      |
| Perseguição por equipas Detalhes               | Itália Elisa Balsamo Tatiana Guderzo Francesca Pattaro Silvia Valsecchi     | Itália Allison Beveridge Ariane Bonhomme Annie Foreman-Mackey Kinley Gibson | França Emily Nelson Neah Evans Emily Kay Manon Lloyd               |
| Keirin Detalhes                                | Kristina Vogel                                                              | Daria Shmeleva                                                              | Stephanie Morton                                                   |
| Carreira por pontos Detalhes                   | Lotte Kopecky                                                               | Hanna Solovey                                                               | Coralie Demay                                                      |
| Omnium Detalhes                                | Kirsten Wild                                                                | Jennifer Valente                                                            | Amalie Dideriksen                                                  |
| Scratch Detalhes                               | Maria Averina                                                               | Justyna Kaczkowska                                                          | Olivija Baleišytė                                                  |
| Madison Detalhes                               | Bélgica Lotte Kopecky Jolien D'Hoore                                        | Reino Unido Elinor Barker Emily Nelson                                      | Maria Giulia Confalonieri Elisa Balsamo                            |
| Manchester (10 a 12 de novembro de 2017)       |                                                                             |                                                                             |                                                                    |
| Velocidade Detalhes                            | Kristina Vogel                                                              | Laurine van Riessen                                                         | Anastasia Voynova                                                  |
| Velocidade por equipas Detalhes                | Alemanha Kristina Vogel Miriam Welte                                        | Rússia Anastasia Voynova Daria Shmeleva                                     | China Shanju Bao Yufang Guo                                        |
| Perseguição por equipas Detalhes               | Reino Unido Elinor Barker Katie Archibald Emily Nelson Neah Evans           | Itália Francesca Pattaro Elisa Balsamo Tatiana Guderzo Silvia Valsecchi     | Japão Kie Furuyama Yumi Kajihara Kisato Nakamura Yuya Hashimoto    |
| 500m contrarrelógio Detalhes                   | Daria Shmeleva                                                              | Miriam Welte                                                                | Olena Starikova                                                    |
| Keirin Detalhes                                | Kristina Vogel                                                              | Shanne Braspennincx                                                         | Laurine van Riessen                                                |
| Omnium Detalhes                                | Jennifer Valente                                                            | Katie Archibald                                                             | Amalie Dideriksen                                                  |
| Scratch Detalhes                               | Rachele Barbieri                                                            | Yang Qianyu                                                                 | Jolien D'Hoore                                                     |
| Madison Detalhes                               | Reino Unido Elinor Barker Katie Archibald                                   | Bélgica Jolien D'Hoore Lotte Kopecky                                        | Rachele Barbieri Elisa Balsamo                                     |
| Milton (1 a 3 de dezembro de 2017)             |                                                                             |                                                                             |                                                                    |
| Velocidade Detalhes                            | Kristina Vogel                                                              | Shanne Braspennincx                                                         | Laurine van Riessen                                                |
| Velocidade por equipas Detalhes                | Alemanha Kristina Vogel Miriam Welte                                        | Países Baixos Hetty van de Wouw Laurine van Riessen                         | Coreia do Sul Kim Won-gyeong Lee Hye-jin                           |
| Perseguição por equipas Detalhes               | Canadá Ariane Bonhomme Kinley Gibson Annie Foreman-Mackey Allison Beveridge | Nova Zelândia Rushlee Buchanan Kirstie James Bryony Botha Michaela Drummond | Canadá Clara Copponi Coralie Demay Laurie Berthon Valentine Fortin |
| Keirin Detalhes                                | Kristina Vogel                                                              | Katy Marchant                                                               | Shanne Braspennincx                                                |
| Omnium Details Detalhes                        | Yumi Kajihara                                                               | Allison Beveridge                                                           | Ellie Dickinson                                                    |
| Carreira por pontos Detalhes                   | Katie Archibald                                                             | Jasmin Duehring                                                             | Jarmila Machačová                                                  |
| Madison Detalhes                               | Katie Archibald Ellie Dickinson                                             | Coralie Demay Laurie Berthon                                                | Racquel Sheath Michaela Drummond                                   |
| Santiago de Chile (8 a 10 de dezembro de 2017) |                                                                             |                                                                             |                                                                    |
| Velocidade Detalhes                            | Lyubov Basova                                                               | Daria Shmeleva                                                              | Lee Hye-jin                                                        |
| Velocidade por equipas Detalhes                | Lyubov Basova Olena Starikova                                               | Shanju Bao Yufang Guo                                                       | Kim Won-gyeong Lee Hye-jin                                         |
| Perseguição por equipas Detalhes               | Racquel Sheath Bryony Botha Rushlee Buchanan Kirstie James                  | Simona Frapporti Marta Cavalli Francesca Pattaro Silvia Valsecchi           | Yuya Hashimoto Kie Furuyama Kisato Nakamura Nao Suzuki             |
| Keirin Detalhes                                | Madalyn Godby                                                               | Natasha Hansen                                                              | Liubov Basova                                                      |
| Omnium Detalhes                                | Yumi Kajihara                                                               | Elisa Balsamo                                                               | Tetyana Klimchenko                                                 |
| Madison Detalhes                               | Michaela Drummond Racquel Sheath                                            | Trine Schmidt Julie Leth                                                    | Elisa Balsamo Marta Cavalli                                        |
| Minsk (19 a 21 de janeiro de 2018)             |                                                                             |                                                                             |                                                                    |
| Velocidade Detalhes                            | Pauline Grabosch                                                            | Simona Krupeckaitė                                                          | Nicky Degrendele                                                   |
| Velocidade por equipas Detalhes                | Pauline Grabosch Emma Hinze                                                 | Miglė Marozaitė Simona Krupeckaitė                                          | Kim Won-gyeong Lee Hye-jin                                         |
| Perseguição por equipa Detalhes                | Jennifer Valente Kelly Catlin Chloé Dygert Kimberly Geist                   | Martina Alzini Elisa Balsamo Marta Cavalli Simona Frapporti                 | Devaney Collier Maggie Coles-Lyster Erin Attwell Laurie Jussaume   |
| Keirin Detalhes                                | Nicky Degrendele                                                            | Lee Hye-jin                                                                 | Liubov Basova                                                      |
| Carreira por pontos Detalhes                   | Kirsten Wild                                                                | Maria Giulia Confalonieri                                                   | Anita Stenberg                                                     |
| Scratch Detalhes                               | Aline Seitz                                                                 | Elinor Barker                                                               | Amy Pieters                                                        |
| Omnium Detalhes                                | Kirsten Wild                                                                | Elinor Barker                                                               | Jennifer Valente                                                   |
| Madison Detalhes                               | Letizia Paternoster Maria Giulia Confalonieri                               | Kirsten Wild Amy Pieters                                                    | Maria Novolodskaya Olga Zabelinskaya                               |

## Classificações finais
- As classificações finalizaram da seguinte forma:[2]

### Países
| Pos | País/Equipo   | Pruszków | Manchester | Milton | Santiago de Chile | Minsk  | Total   |
| --- | ------------- | -------- | ---------- | ------ | ----------------- | ------ | ------- |
| 1.  | Alemanha      | 6433.5   | 6425.0     | 3545.0 | 2755.0            | 4245.0 | 23403.5 |
| 2.  | França        | 4545.0   | 6397.5     | 4152.5 | 1495.0            | 4070.0 | 20678.5 |
| 3.  | Itália        | 5391.0   | 4701.0     | 1982.0 | 3490.0            | 4795.0 | 19586.0 |
| 4.  | Rússia        | 5647.0   | 3623.5     | -      | 4055.0            | 5057.5 | 19204.5 |
| 5.  | Reino Unido   | 5590.0   | 4971.0     | 5800.0 | 2155.0            | -      | 18897.5 |
| 6.  | Países Baixos | 4695.0   | 3836.0     | 2250.0 | 4575.0            | -      | 17355.0 |
| 7.  | Polónia       | 4415.0   | 3090.0     | 2815.0 | -                 | 5150.0 | 17235.5 |
| 8.  | Ucrânia       | 5158.0   | 4161.0     | 2265.0 | 4700.0            | 2685.0 | 17155.0 |
| 9.  | Nova Zelândia | 5300.0   | 4930.0     | 5915.0 | 4840.0            | -      | 15502.5 |
| 10. | Espanha       | 3120.5   | 3829.5     | 3147.5 | 1062.5            | 2110.0 | 13270.0 |